# دستور المملكة الرومانية
دستور المملكة الرومانية كان مجموعةً غير مكتوبة من القواعد والقوانين التي تم توارثها عبر الأجيال القديمة. خلال عصر المملكة الرومانية، كان يتمحور النظام الدستوري حول ملك روما، الذي كانت لديه سلطات كبيرة، تخوّله لتنصيب المساعدين ومنحهم أي صلاحيات يشاؤها. أما مجلس الشيوخ - الذي كان يسيطر عليه أفراد الطبقة الأرستقراطية - فلم يكن دوره إلا مجلساً استشارياً لمساعدة الملك. كثيراً ما كان يطلب الملك من مجلس الشيوخ التصويت لحلّ مسائل مختلفة، إلا أنَّ الملك كان حراً تماماً في قبول أو رفض أية نصيحة يعطيه إياها المجلس. كما كان هناك مجلس شعبي يمكن للملك أن يطلب منه التصويت، ويمكنه تجاهل قرارته بالطريقة نفسها. كان المجلس الشعبي يعتبر واجهةً لتمثيل شعب روما وإيصال صوته للحاكم، كما كان يخدم بعض الوظائف الثانوية، مثل كونه ملتقى لإعلان القرارات الهامة على شعب المدينة، أو حتى قاعةً لإجراء المحاكمات الجنائية.

## التاريخ الدستوري
يمكن تقسيم فترة المملكة إلى حقبتين بناءً على ما جاء في الأساطير. وبما أن الأساطير المحددة غير صحيحة على الأرجح، فإنها تستند في معظمها إلى حقيقة تاريخية. ومن المرجح أنه قبل تأسيس الجمهورية، كانت روما قد حُكمت بالفعل من قِبَل مجموعة من الملوك. تمتد الحقبة الأسطورية الأولى في عهود الملوك الأسطوريين الأربعة الأوائل. خلال هذا الوقت، وُضعت الأسس السياسية للمدينة ونُظمت المدينة إلى «عشائر» وتم إنشاء المؤسسات الدينية وتطور مجلس الشيوخ والجمعيات إلى مؤسسات رسمية. خاضت المدينة عدة حروب لذا تم تأسيس ميناء أوستيا أنتيكا وبناء سدّ نهر التيبر. كان الرومان الأوائل منقسمين إلى ثلاث مجموعات عرقية: الرامنيون (اللاتينيون) والتيتيون (السابيون) واللوسيرسيون (الإتروسكانيون). وكانت الأسر الأصلية المعروف باسم «بطارقة الروم» تنتمي إلى هذه المجموعات العرقية. في محاولة لإضافة مستوى من التنظيم إلى المدينة، قٌسمت هذه الأسر من البطارقة الروم إلى وحدات تسمى «بيت السادة». كانت الوسيلة التي عبّر بها الرومان الأوائل عن دوافعهم الديمقراطية معروفة باسم «لجنة» (كوميتا أو «تجمع»). كانت الجمعيتان الرئيسيتان اللتان تشكلتا تُعرفان باسم «جمعية الكفاءات» و «الجمعية التشريعية». وقد صُممت الجمعيتان لتعكس التقسيمات العِرقية للمدينة، وعلى هذا النحو، نُظمت الجمعيتين بحسب العشائر التابعة لها. عبّر الرومان الأوائل عن دوافعهم الأرستقراطية من خلال مجلس شيوخ المدينة، والذي أصبح يُعرف باسم مجلس الشيوخ الروماني. عُرف شيوخ هذا المجلس باسم باتريس «الآباء»، وبالتالي فإن التاريخ يعرف باسم أول أعضاء مجلس شيوخ روماني. أدرك البوبولوس (الشعب) والشيوخ في نهاية المطاف الحاجة إلى زعيم سياسي واحد، وبالتالي قاموا بانتخاب الريكس (ملك). انتخب البوبولوس (الشعب) الريكس (الملك)، مع موافقة من الآباء في مجلس الشيوخ.
تمتد الحقبة الثانية إلى فترات آخر ثلاثة ملوك أسطوريين. تميزت هذه الحقبة بأهميتها عن الحقبة الأولى، التي تُعزى جزئيًا إلى المستوى الكبير من التوسع الإقليمي. وبغض النظر عما إذا كانت هذه الأساطير صحيحة أم لا، فمن المرجح، مثلما تدعي الأساطير، أن سلسلة من الفتوحات قد حدثت خلال أواخر الحكم الملكي. ونتيجة لهذه الفتوحات، أصبح من الضروري تحديد ما كان يجب فعله مع الشعب المنتصر. في كثير من الأحيان، بقي بعض الأفراد الذين تم غزو بلداتهم في تلك المدن، في حين جاء البعض الآخر إلى روما. من أجل اكتساب المكانة القانونية والاقتصادية للقادمين الجدد، فقد تبنوا شرطًا من شروط الاعتماد على وصاية إحدى الأسر أو على الملك (الذي كان هو نفسه وصيًا). في نهاية المطاف، تم إطلاق سراح الأفراد التابعين للملك وتحريرهم من حالة تبعيتهم، وأصبحوا معروفين باسم «الدهماء» الأولين. مع نمو روما، اقتضت الحاجة إلى المزيد من الجنود لمواصلة الفتوحات. وعند إطلاق سراح الدهماء من تبعيتهم، تحرروا أيضًا من عشائرهم. ومع حدث ذلك، تم تحريرهم من شرط الخدمة في الجيش، لكنهم فقدوا أيضًا مكانتهم السياسية والاقتصادية. ومن أجل إحضار هؤلاء الدهماء الجدد مرة أخرى إلى الجيش، أُجبروا على تقديم بعض التنازلات. على الرغم من عدم وجود دليل واضح على ماهية تلك التنازلات، إلا أن حقيقة أنها لم تُمنح أي سلطة سياسية يمهد الطريق لما يعرفه التاريخ باسم صراع الأوامر.
لجلب الدهماء مرة أخرى في الجيش، أُعيد تنظيم الجيش بالكامل. تعطي الأساطير الفضل لإعادة تنظيم جيش الملك (سيرفيوس توليوس). في الأساطير، ألغى توليوس النظام القديم واستبدل تنظيم الجيش على أساس وراثي بنظام قائم على ملكية الأرض. وكجزء من عملية إعادة التنظيم، أُسس نوعان جديدان من الوحدات؛ وقُسم الجيش إلى «قوات» ثم أدت إعادة التنظيم فيما بعد إلى زيادة كفاءة الجيش من خلال استخدام «القبائل». نُظمت هذه القوات على أساس الممتلكات إذ يمكن لأي فرد أن يصبح عضوًا فيها. شكّلت هذه القوات الأساس لجمعية جديدة تسمى «جمعية القوات»، على الرغم من أن هذه الجمعية لم تمنح على الفور أي سلطات سياسية. وعلى النقيض من ذلك، نُظمت أربع قبائل شملت مدينة روما بأكملها، بينما كان من المقرر تنظيم قبائل جديدة في وقت لاحق، إلا أن هذه القبائل ستشمل أراضي خارج مدينة روما. كانت العضوية في القبيلة، خلافًا لتلك الموجودة في العشيرة، مفتوحة لكل من المتابعين والمستشارين دون أي اعتبار لتأهيل المَلَكية.

## مجلس الشيوخ
يُعد مجلس الشيوخ الروماني مؤسسة سياسية بدأت في المملكة الرومانية القديمة. المصطلح اللاتيني هو «سيناتوس» المشتق من كلمة «سينيكس» والتي تعني «الرجل العجوز». لذلك، مجلس الشيوخ يعني حرفيًا «مجلس كبار السن». وقد تم تنظيم الهند الأوروبية ما قبل التاريخ التي استوطنت إيطاليا في القرون قبل التأسيس الأسطوري لروما في عام 753 قبل الميلاد في مجتمعات قَبلية. وغالبًا ما تشمل هذه المجتمعات مجلس أرستقراطي مؤلف من شيوخ القبائل. كانت تُدعى العائلة الرومانية المبكرة باسم جينز أو «عشيرة». كانت كل عشيرة عبارة عن تجمع للأسر في ظل بطريرك ذكر واحد، يطلق عليه لقب «باتر» (الأب)، والذي كان سيد عشيرته بلا منازع. عندما كان النبلاء الرومان الأوائل يتجمعون لتشكيل مجتمع، كان يتم اختيار الآباء من العشائر الرئيسية لمجلس الشيوخ (الذي أصبح فيما بعد مجلس الشيوخ الروماني). بمرور الوقت، أدرك الآباء الحاجة لقائد واحد. وعلى هذا، فقد انتخبوا (ريكس) ملكًا رومانيًا ومنحوه سلطتهم السيادية. عندما مات الملك، فإن السلطةِ السياديةِ بطبيعة الحال سوف تعود إلى الآباء. حمل مجلس الشيوخ في المملكة الرومانية ثلاث مسؤوليات رئيسية: كان بمثابة مستودع نهائي للسلطة التنفيذية ومجلس مستشاري الملك وهيئة تشريعية بالتنسيق مع شعب روما.
خلال سنوات الملكية، كانت أهم وظيفة لمجلس الشيوخ هي اختيار الملوك الجدد. كانت تسمى الفترة ما بين وفاة ملك وانتخاب الملك التالي باسم خلو العرش. عندما يموت ملك، يقوم أحد أعضاء مجلس الشيوخ (الانتريكس) بترشيح مرشح ليحلّ محل الملك. وبعد أن يمنح مجلس الشيوخ موافقته الأولية على المرشح، ينتخبه الشعب رسميًا ثم يحصل على الموافقة النهائية من مجلس الشيوخ. لذا في حين تم انتخاب الملك رسميًا من قبل الشعب، كان قرار مجلس الشيوخ فعليًا. كان أهم دور لمجلس الشيوخ خارج الانتخابات المَلكية هو كونه المجلس الاستشاري للملك. رغم أن الملك لم يكن ملزمًا بنصيحة مجلس الشيوخ، إلا أن الهيبة المتزايدة لمجلس الشيوخ جعلت من تجاهل النصيحة أمرًا غير محببًا. من الناحية الفنية، يمكن لمجلس الشيوخ أيضًا أن يصدر قوانين، حتى وإن كان من غير الصحيح النظر إلى مراسيم مجلس الشيوخ باعتبارها تشريعات حقيقية بالمعنى الحديث. إن الملك وحده هو القادر على إصدار مرسوم بالقوانين الجديدة، على الرغم من أنه كثيرًا ما يعمل على إشراك كل من مجلس الشيوخ وجمعية الكفاءات (الجمعية الشعبية) في هذه العملية.